# Nycterosea
Nycterosea är ett släkte av fjärilar. Nycterosea ingår i familjen mätare.

## Dottertaxa tillNycterosea, i alfabetisk ordning[1]
- Nycterosea albicinctaria
- Nycterosea albicinctata
- Nycterosea angustata
- Nycterosea baccata
- Nycterosea brunneipennis
- Nycterosea contrariata
- Nycterosea costovata
- Nycterosea discata
- Nycterosea evansi
- Nycterosea exagitata
- Nycterosea fluviata
- Nycterosea gemmata
- Nycterosea inconspicua
- Nycterosea inocellata
- Nycterosea interrupta
- Nycterosea intrusata
- Nycterosea kuthyi
- Nycterosea lapillata
- Nycterosea marginata
- Nycterosea obruptata
- Nycterosea obsoleta
- Nycterosea obstipata
- Nycterosea olivacea
- Nycterosea peracutata
- Nycterosea pigrata
- Nycterosea plemyrata
- Nycterosea purpurea
- Nycterosea quadrisecta
- Nycterosea quaerendaria
- Nycterosea signataria